# Софійський собор (Константинополь)
Софійський собор, також Ая-Софія (грец. Αγία Σοφία, повна назва грец. Ιερός Ναός της του Θεού Σοφίας; тур. Ayasofya) в Константинополі — мечеть, одна з найвеличніших архітектурних пам'яток візантійської архітектури, що збереглися донині; символ «золотої доби» Візантійської імперії та один із символів сучасного Стамбула, розташована в історичному центрі міста Султанахмет.
Збудована 537 року поруч із Великим імператорським палацом як християнський собор святої Софії. Після завоювання Константинополя османами 1453 року була перетворена на мечеть. У 1934 році за наказом Мустафи Кемаля Ататюрка перетворена на музей. 10 липня 2020 року Державна рада Туреччини визнала указ Ататюрка незаконним і Президент Туреччини Реджеп Тайїп Ердоган передав Ая-Софію у власність Управління релігійних справ.
Висота Софійського собору — 55 метрів, діаметр бані — 31 метр. Понад тисячу років Софійський собор у Константинополі залишався найбільшим храмом у християнському світі — до будівництва Собору святого Петра в Римі. 1985 року храм занесений до переліку Світової спадщини ЮНЕСКО.

## Історія

### Храм Костянтина і Феодосія

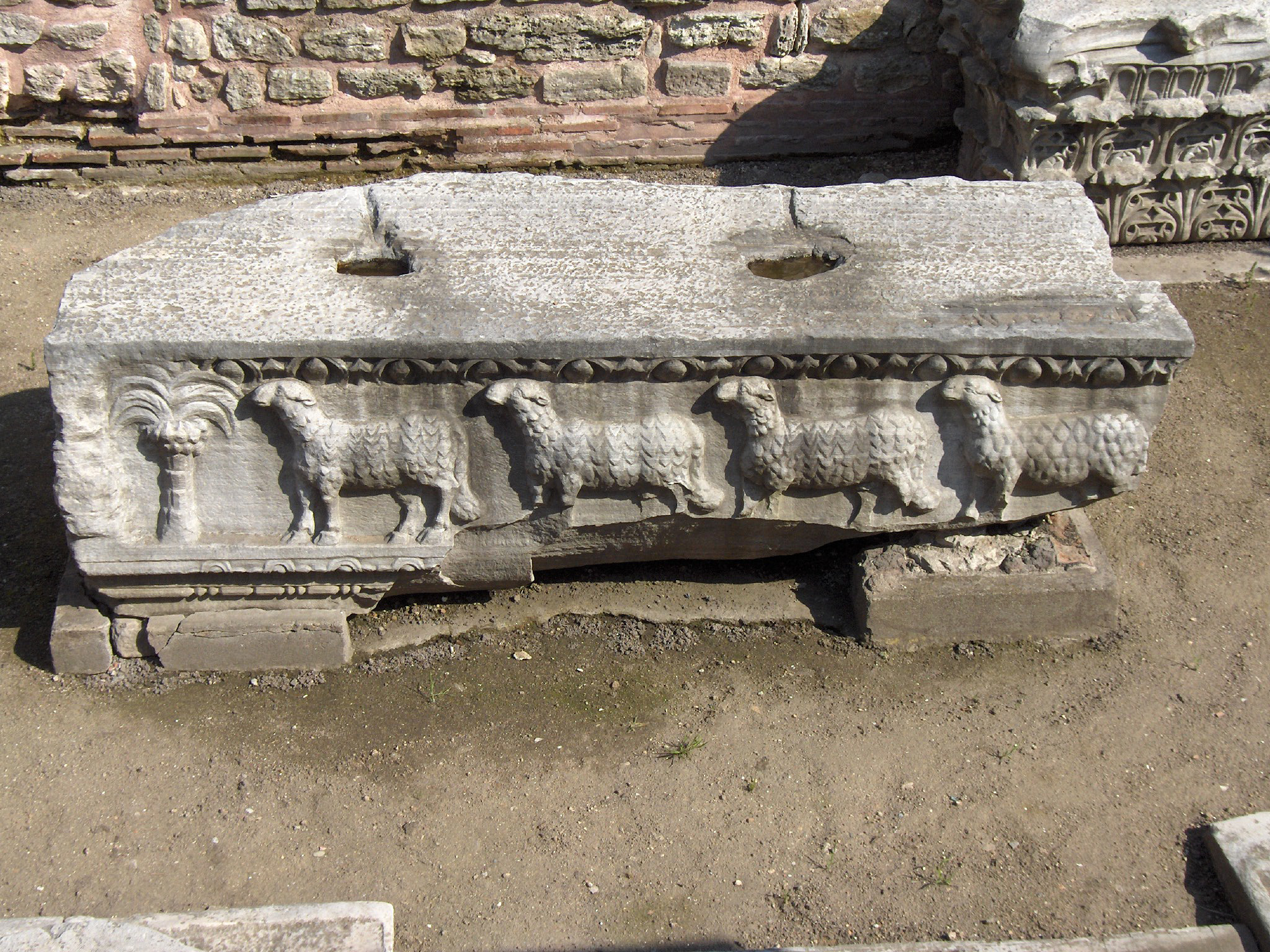
Фрагменти базиліки Феодосія із зображеннями агнця

До побудови Софійського собору на його місці стояв інший храм, побудований візантійським імператором Костянтином І Великим в період 324—337 років. Між тим Сократ Схоластик свідчив про будівництво першого храму, званого Софією, в добу до правління імператора Констанція II. Відомо, що з 360 по 380 рік Софійський собор перебував у руках аріан. Імператор Феодосій I в 380 року передав собор православним і 27 листопада особисто ввів у собор Григорія Богослова, незабаром обраного новим константинопольським архієпископом. Однак цей храм згорів внаслідок народного повстання 404 року.
Побудовану знову церкву знищила інша пожежа 415 року. Імператор Феодосій II наказав збудувати на цьому ж місці нову базиліку, що виконали того самого року. Базиліка Феодосія, відповідно до свідчень Івана Малали, згоріла 13 січня 532 року під час повстання «Ніка». Її руїни виявили тільки 1936 року під час розкопок на території собору.
Храм Костянтина і Феодосія були великими п'ятинавними базиліками. Скупе уявлення про нього дають тільки археологічні знахідки, які дозволяють судити про значні розміри і багате мармурове вбрання. Також, ґрунтуючись на стародавніх описах, роблять висновок, що над бічними навами розташовувалися двоярусні галереї, подібні побудованій одночасно з нею базиліці Святої Ірини.

### Базиліка Юстиніана

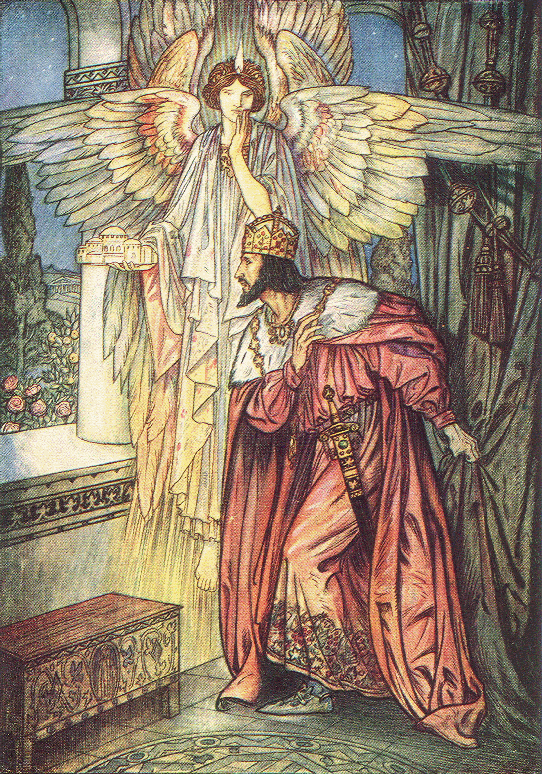
За легендою, імператор Юстиніан I побачив уві сні ангела, який відкрив йому план майбутнього Храму святої Софії

Візантійський імператор Юстиніан I через сорок днів після пожежі 13 січня 532 року наказав збудувати на тому самому місці нову церкву Святої Софії, яка б стала прикрасою столиці імперії і виразом її величчя. Існує легенда, що план будівлі імператору Юстиніану вручили ангели, коли той спав. Після проведення планувальних робіт імператор призначив математика Анфемія Траллського та знаменитого архітектора і статиста Ісидора Мілетського відповідальними за виконання проєкту. Раніше вони вже звели Церкву Святих Сергія і Вакха у Константинополі. Будівництво храму тривало 5 років (на ті часи рекордно короткий термін), щодня працювало близько 10 тисяч робітників. Для будівництва використовували найкращий будівельний матеріал, мармур привозили з Проконніса, Нумідії, Каріста та Ієраполіса. Також до Константинополя звозилися архітектурні елементи стародавніх споруд (наприклад, з Риму доставлені вісім порфірових колон, взятих з Храму Сонця, а з Ефеса вісім колон із зеленого мармуру — фенгіту). Крім мармурових прикрас Юстиніан, бажаючи надати храму небувалий блиск і розкіш, використав для його оздоблення золото, срібло, слонову кістку.
27 грудня 537 року відбулося урочисте освячення нової церкви, яке здійснив Константинопольський Патріарх Міна. Храм висвятили на честь Святої Софії, вдови, яка виховувала своїх дочок — Віру, Надію та Любов у глибокій християнській вірі. Навіть катуваннями дівчат не змусили зректися віри. Потім їх стратили. Убита горем мати прожила ще три дні, а потім померла. Християнська церква зарахувала їх до числа мучеників, а на честь Святої Софії почали будувати храми, собори та церкви по всьому світу.
Вже з моменту спорудження за церквою закріпилась назва «велика». Для здійснення богослужінь у соборі використовувалася численні дорогоцінні священні посудини. Для виготовлення дорогоцінного престолу собору, за повідомленням Дорофея Монемвасійського, використали злато, срібло, мідь, електр, залізо, скло, камені чесні багато, яхонти, смарагд, бісер, касідер, магніт, он(ікс)ій, алмази й інше до сімдесяти двох різних речей. Штат церковно- і священнослужителів собору при Юстиніані був розрахований на 525 осіб: 60 священників, 100 дияконів, 40 дияконіс, 90 іподияконів, 110 читців, 25 співочих і 100 придверних. В добу правління імператора Іраклія І штат розрісся до 600 осіб. Згідно з сорок третьою Новелою Юстиніана від кожної торгово-ремісничій корпорації виділялася певна кількість майстерень (ергастирії), доходи від яких йшли на потреби храму Святої Софії.
Однак за кілька років після закінчення будівництва, імовірно, 551 року, землетрус зруйнував частину собору. Собор також постраждав від землетрусу 989 року, особливого руйнування зазнав його купол. Будівлю підперли контрфорсами, від яких вона втратила свій колишній вигляд. Обвалений купол перебудував вірменський майстер Трдат Архітектор, автор Анійського собору, причому архітектор зробив купол навіть більш піднесеним.
Між тим, за переказом, саме в Соборі святої Софії посланці князя Володимира Великого, який охрестив Русь, знайомилися з християнською вірою. 16 липня 1054 року у Софійському соборі на святому вівтарі під час богослужіння легат Папи римського кардинал Гумберт вручив константинопольському патріарху Михаїлу Керулларію грамоту про відлучення від церкви. Саме цю дату заведено вважати датою розколу християнської церкви на католицьку і православну. До розграбування хрестоносцями Константинополя в 1204 році у в соборі також зберігалася Туринська плащаниця.

### Османська доба
Майже тисячу років Собор святої Софії залишався символом християнства. Остання літургія в ньому розпочалася ввечері 28 травня 1453 року і продовжувалася всю ніч. Вранці в собор увірвалися яничари султана Мехмеда II Фатіха, що захопили Константинополь. Цей султан відомий тим, що поклявся не відпочивати і не розважатися, доки не отримає Константинополь. 1453 року Мехмед ІІ наказав перетворити собор на мечеть. До нього прибудували чотири мінарети і він перетворився на Мечеть Ая-Софія.
За легендою, коли в місто увірвалися яничари, в соборі сховалися тисяча вірян. Священник продовжував читати молитву. Мечі вже були напоготові та раптом стіна в правій частині храму відкрилася і сховала священника. Зараз звідти чутно тихий шум. Легенда стверджує, що священник і до сьогодні читає там молитву, а коли Собор святої Софії знову стане християнським, то він вийде зі стіни і продовжить службу.

### Музей
1935 року засновник сучасної Турецької держави Мустафа Кемаль Ататюрк розпорядився про перетворення Святої Софії на музей. 2010 року представники міжнародного фонду «Зібрання Ая-Софія» навіть планували проведення літургії в храмі, але не отримали дозволу від турецької влади. Так чи інакше, Собор Святої Софії залишався неповторною та унікальною історичною пам'яткою світового значення.

### Перетворення на мечеть
2020 року президент Туреччини Реджеп Тайїп Ердоган заявив, що наказ Мустафи Кемаля Ататюрка є недійсним. Також він вирішив змінити статус собору, перетворивши його на мечеть, проти чого виступив Вселенський Патріарх Варфоломій І. Муфтій міста Комотіні заявив, що Свята Софія — християнська церква.
Проти перетворення Святої Софії на мечеть виступила ЮНЕСКО. Держдепартамент США назвав собор Святої Софії у Стамбулі рідкісним місцем, потрібним всьому людству. Ердоган назвав такі заяви «нападом на суверенітет Туреччини».
Попри протести, 10 липня Державна рада Туреччини (колишній Вищий адміністративний суд країни) ухвалила рішення, що указ Мустафи Кемаля Ататюрка від 1934 року (щодо перетворення мечеті на музей) є незаконним, і що собор може бути перетворений на мечеть.
Того ж дня Ердоган передав Ая-Софію у власність Управління релігійних справ Туреччини.
Влада Кіпру, Греції та Австрії засудили рішення перетворити собор на мечеть.
12 липня Папа Римський Франциск заявив, що ситуація із собором Святої Софії в Туреччині «завдає великої скорботи». Вселенський патріарх Варфоломій, також виступив проти такого рішення, заявивши, що «перетворення Святої Софії на мечеть розчарує мільйони християн у всьому світі» і що Ая-Софія є «життєво важливим центром, де Схід приймає Захід», і зміна статусу на мечеть «розірве ці два світи». Позицію Варфоломія підтримав Предстоятель Православної Церкви України Епіфаній. У відповідь на критику, Ердоган заявив, що не змінюватиме свого рішення, назвавши його таким, що «ґрунтується на волі народу».
24 липня, вперше за 86 років здійснено перший намаз після зміни статусу собору з музею на мечеть. У намазі взяв участь президент Туреччини Реджеп Таїп Ердоган.

## Архітектура
Софійський собор в Константинополі донині вражає відвідувачів розмірами та величчю. Його довжина — 83 метрів, ширина — 74, а висота — 55 метрів. Для будівництва Собору Святої Софії демонтували та привезли колони і мармурові деталі інших храмів Візантійської імперії. Внутрішні роботи в храмі продовжувалися протягом декількох століть, і тому відрізняються особливою ошатністю. Стіни повністю вкрили мозаїками.
Коли Собор Святої Софії перетворився на мечеть, мусульманам довелося внести деякі зміни, оскільки будівельники зорієнтували собор за християнською традицією — вівтарем на схід. Османи ж перемістили міхраб в південно-східний кут собору — в напрямі до Мекки. Через цю зміну в Ая-Софії під час молитви, мусульмани були вимушені розташовуватися під кутом відносно будівлі. Фрески та мозаїки вони вкрили товстим шаром тиньку, на який виписали цитати з Корану. Деякі фрагменти фресок та мозаїк збереглися тому, що коли в 1935 році мечеть Ая-Софія стала музеєм, з них зчистили тиньк, що приховувала їх.
Найефектніша частина будівлі — купол, діаметр якого становить майже 32 м. При вході до середини храму впадає в око його помпезність. Купол ніби піднятий у повітря над храмом окремо від загальної будівлі. Таку ілюзію створюють 40 вікон, через які пробивається світло. В центрі купола — зображення Ісуса. Гігантська банева система собору стала шедевром архітектурної думки свого часу. Візантійський літописець Прокопій Кесарійський про собор писав так:
| «Цей храм являє собою чудесне видовище… Він піднімається вгору до самого неба, виділяючись серед інших будівель, як ладдя в бурхливих хвилях відкритого моря… він весь сповнений сонячного світла, і здається, ніби храм сам випромінює світло». |
1935 року з фресок і мозаїк зчистили тиньк, який їх приховував. Таким чином, в наш час на стінах храму можна бачити і зображення Ісуса Христа, і Діви Марії, і цитати з Корану на чотирьох великих щитах овальної форми.
На поручнях верхньої галереї храму можна виявити графіті, залишені впродовж всієї історії його існування. Найбільш древні з них покриті прозорим пластиком і вважаються однією з охоронних пам'яток (див. розділ Рунічні написи).

## Реліквії
До розграбування хрестоносцями Константинополя 1204 року, в соборі зберігалася Туринська плащаниця — полотно, в яке загорнули та в якому поховали Ісуса Христа. На полотні через деякий час відбилися лик і тіло Ісуса. Плащаниця зникла майже на 150 років. Зараз вона зберігається в підземеллі Туринського собору і її показують парафіянам раз на 25 років. Наступний раз станеться 2025 року.
Одне з див собору — «плачлива колона», мармурова колона чотирикутної форми. Існує повір'я, що «плачлива колона» має чудодійний отвір, в якому завжди волого. В нього потрібно вставити палець та, накресливши коло, загадати бажання, яке обов'язково збудеться.
Сліди османського панування в Софії в цій частині храму — насамперед 4 величезних круглих щити з верблюжої шкіри, підвішені під куполом. Написи на них — вислови з Корану та імена перших халіфів. Ці щити вважаються найбільшими зразками арабської каліграфії.

## Мозаїчний цикл

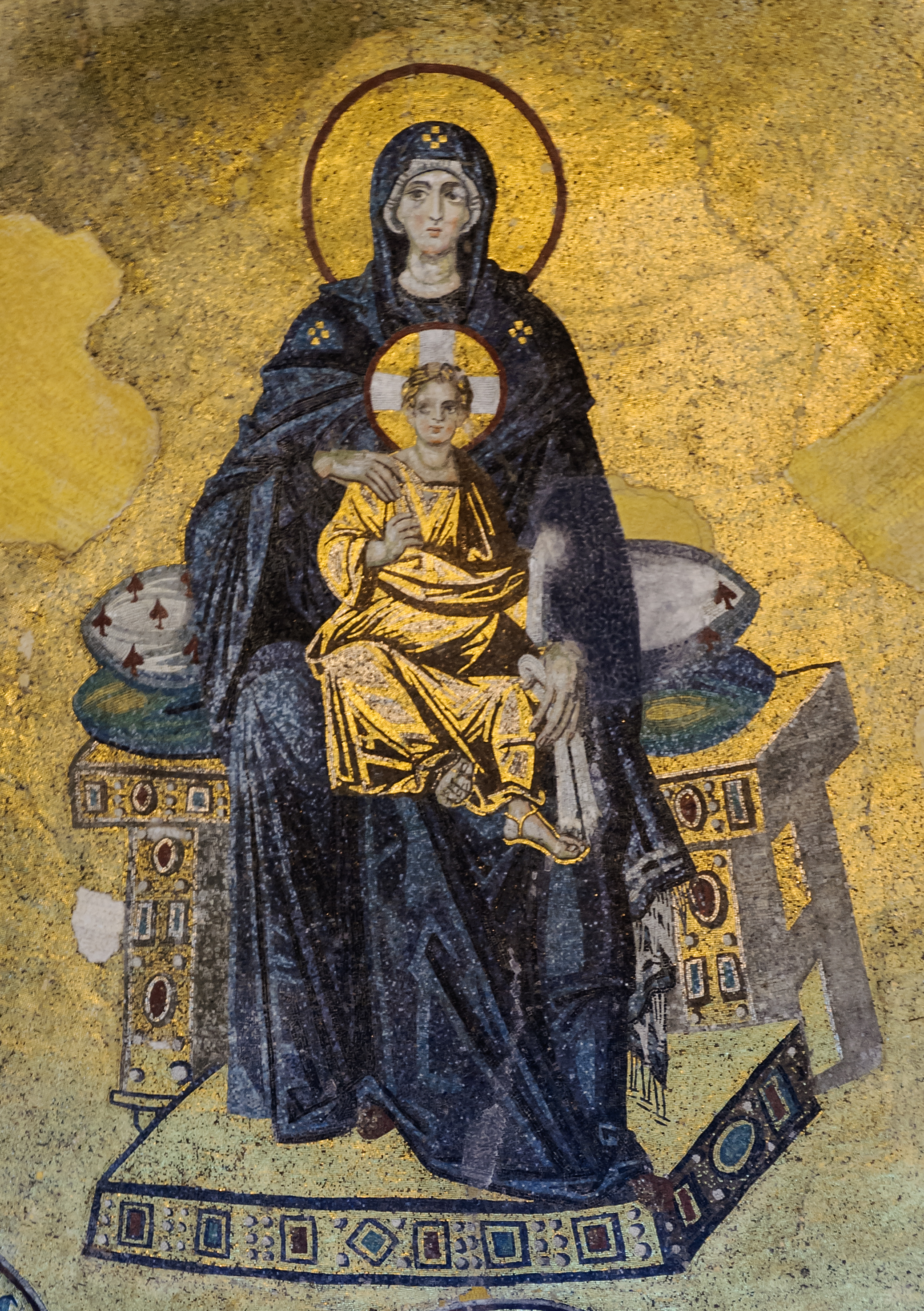
Мозаїчне зображення Богородиці в апсиді

Мозаїки Святої Софії являють собою приклад візантійського монументального мистецтва періоду Македонської династії. Мозаїки показують всі три етапи розвитку столичного неокласицизму, оскільки виконані в три періоди: близько середини IX століття, на межі IX—X століть і наприкінці X століття.

### Мозаїка апсиди
Найперший мозаїчний цикл створений після закінчення доби іконоборства в 867 році. До них належать мозаїки апсиди і віми. Манера виконання цих мозаїк ріднить їх з живописом 7 століття. В апсиді вміщено тронне зображення Богородиці, що тримає перед собою на колінах немовля Христа. На склепіннях віми по боках від фігури Богородиці зображені два архангели (збереглася лише мозаїка з архангелом Гавриїлом). По краю конхи поміщений грецький напис (майже повністю втрачений нині) з таким текстом: «Зображення, які обманщики тут скинули, благочестиві правителі відновили». Паломник Антоній Новгородський, який відвідав Константинополь близько 1200 року, повідомляє, що мозаїка апсиди створена іконописцем Лазарем, який постраждав в період іконоборства, а після Торжества Православ'я отримав широке визнання. Імовірність цього допускає Андрій Грабар і повністю виключає візантиніст К. Манго.

### Мозаїки південного вестибюля і північного тимпана

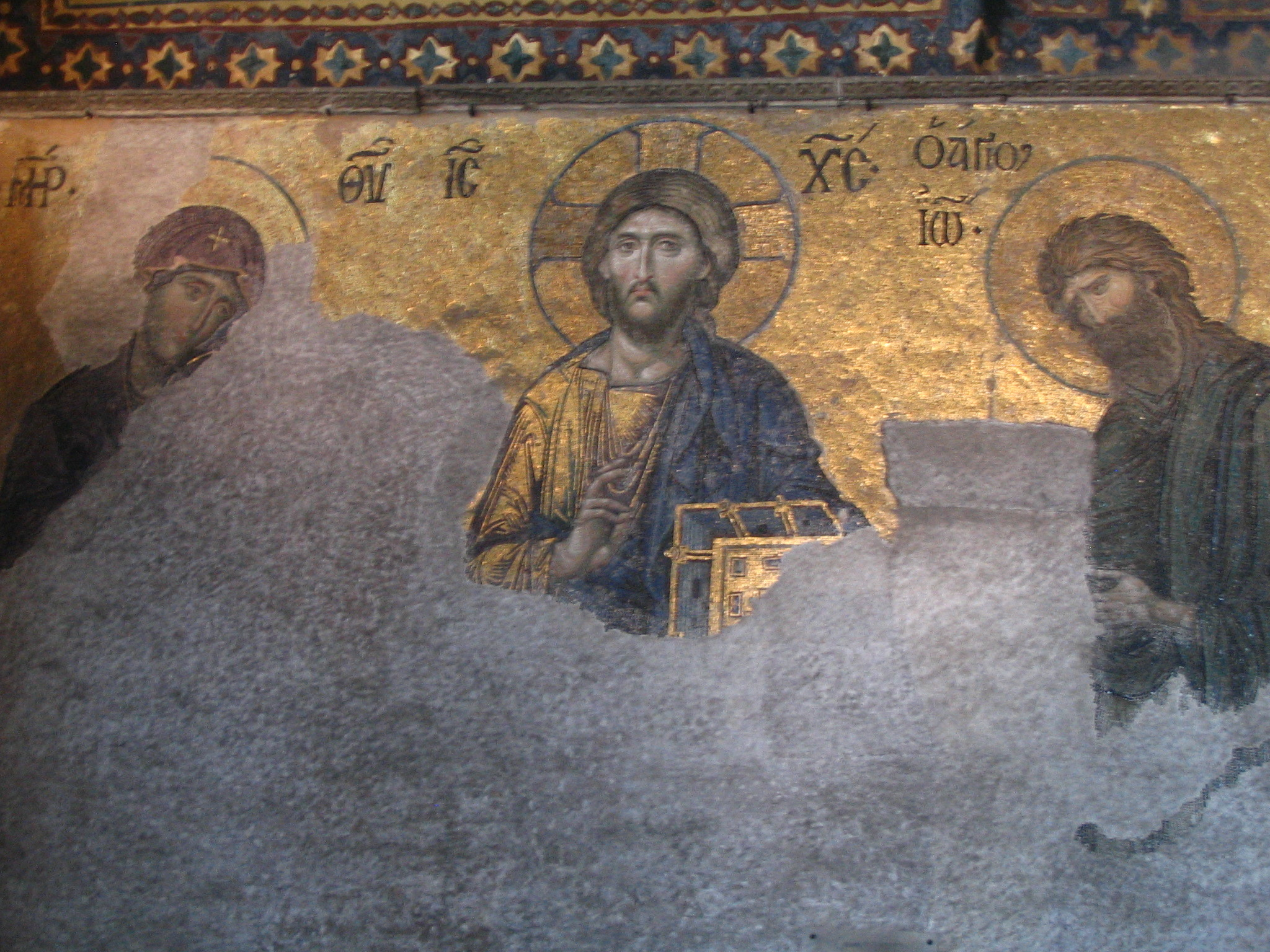
Деісусний чин (Софійський собор, Константинополь)

До першого періоду створення мозаїчного оздоблення належать зображення в склепінчастому приміщенні в південно-західному куті над південним вестибюлем собору. Вхідну стіну прикрашав деісусний чин. На склепінні було розміщено 12 фігур, з яких збереглися і можуть бути ідентифіковані лише пророк Єзекиїл, першомученик Стефан в позі оранти та імператор Костянтин І, а фігура Івана Хрестителя не збереглася. В люнетах бічних стін поміщені напівфігури дванадцяти апостолів і чотирьох святих константинопольських патріархів періоду іконоборства: Германа, Тарасія, Никифора і Мефодія. В. М. Лазарєв відзначає низький рівень даних мозаїк і припускає, що їх створили майстри з чернечих кіл, а сам їх період створення одразу після закінчення періоду іконоборства обумовлює вплив на них народної творчості.
Близько 878 року в північному тимпані собору створені мозаїки із зображенням шістнадцяти старозавітних пророків і чотирнадцяти святителів. З них збереглися мозаїки із зображенням Івана Золотоустого, Ігнатія Богоносця і чотирьох інших святителів. Рівень майстрів мозаїки, що працювали над їх створенням, В. М. Лазарєв оцінює як невисокий.

### Вхідна мозаїка нартекса

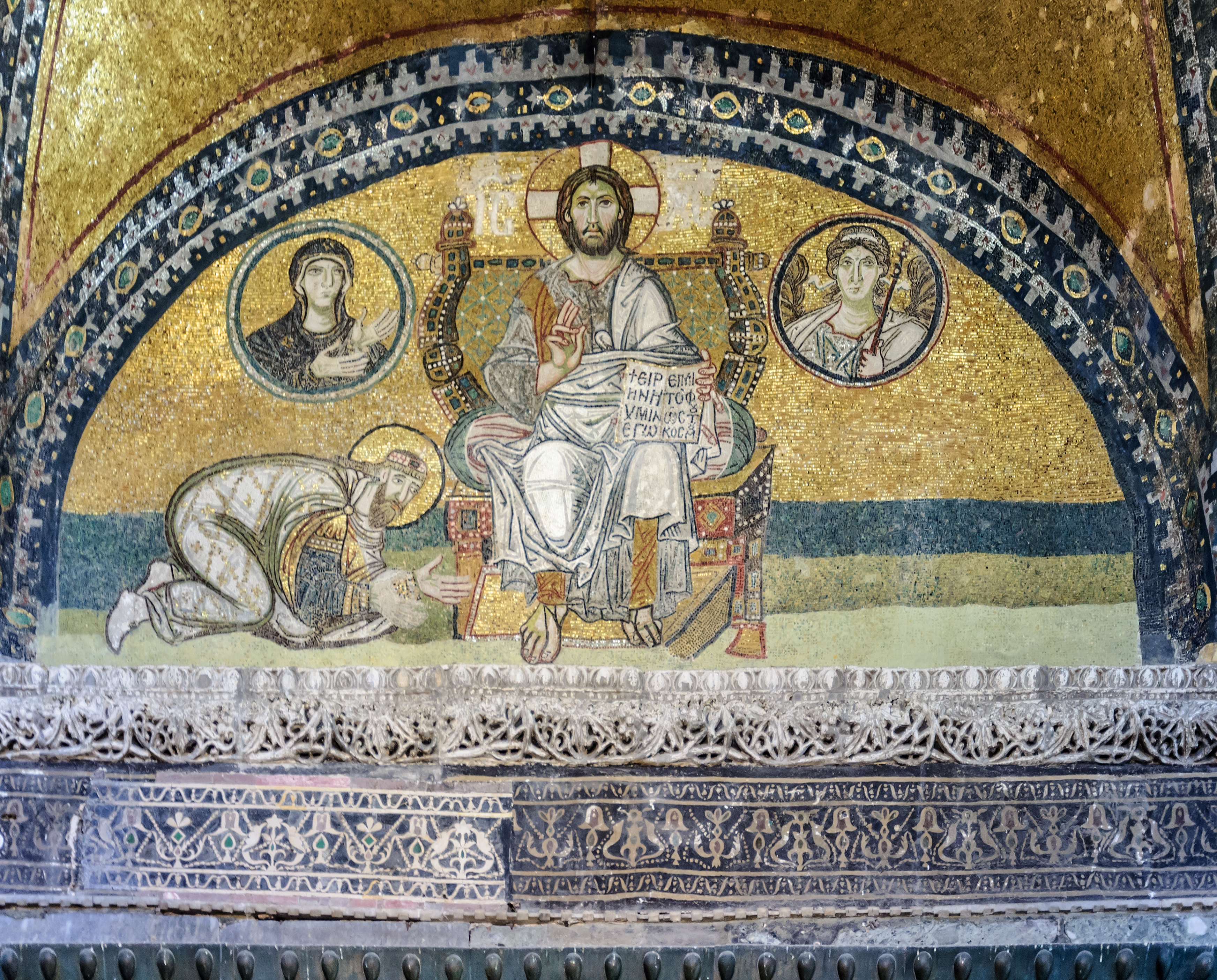
Імператор Лев VI прихиляється перед Ісусом Христом

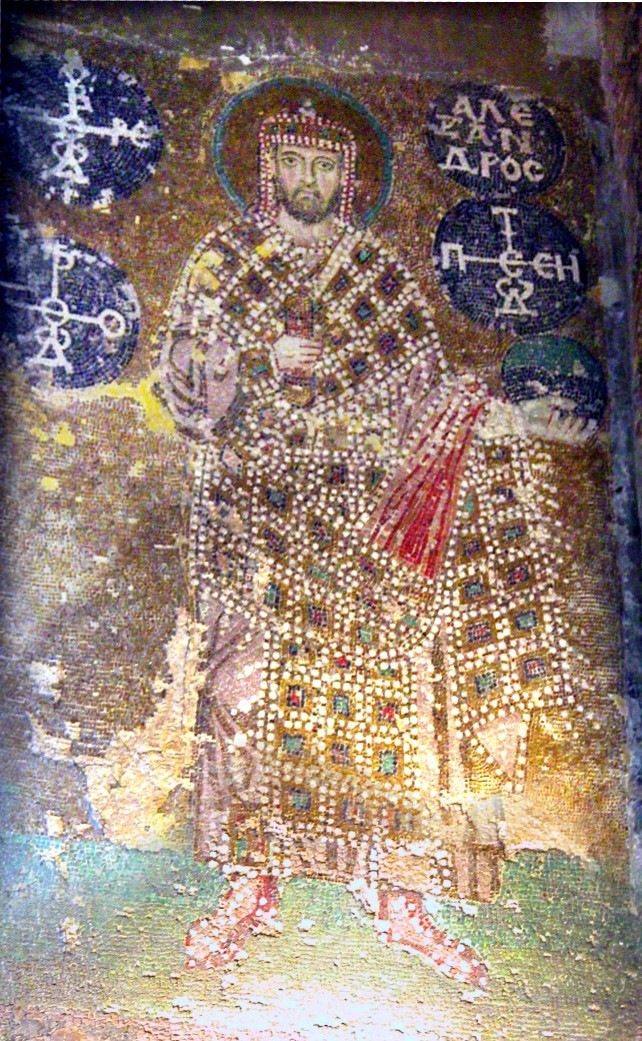
Портрет імператора Александра

У добу правління імператора Лева VI (886—912) люнет нартекса прикрашала мозаїка із зображенням Ісуса Христа, що сидить на престолі з Євангелієм, відкритому на словах «Мир вам. Я світло світу» в лівій руці і благословенною правою. По боках від нього в медальйонах зображені напівфігури Богородиці і архангела Михаїла. Зліва від Ісуса зображений уклінний імператор Лев VI. Попри те, що композиція несиметрична (фігурі Лева не відповідає ніяка фігура праворуч), мозаїка має сувору врівноважену композицію: «Вона здійснюється за рахунок широкої смуги внизу, на тлі якої розташована фігура, яка не складає, таким чином, самостійної композиційної плями.»
Андрій Грабар зазначає, що дана композиція дуже рідкісна для імператорської іконографії. Ймовірно, вона відображає якусь урочисту релігійну церемонію. Ця версія заснована на описаній у творі Костянтина VII Багрянородного/Порфірогенета/Порфірородний «Про церемонії» урочистій зустрічі імператора з патріархом у нартексі храму Святої Софії. Імператор вислуховував від патріарха «молитву входу» і потім, перш ніж увійти до нави собору, тричі схилявся перед цими дверима. Також знаходять паралелі між сюжетом мозаїки і віршем Льва VI, в якому він описує Страшний Суд і припадає до ніг Христа, волаючи про заступництво до Богородиці і небесних сил. Австрійський мистецтвознавець Отто Демус вказує, що цю мозаїку можна розглянути тільки знизу і під дуже великим кутом зору. Це викликано тим, що кубики мозаїки розміщені в стіні похило, щоб складати з поглядом глядача прямий кут.

### Портрет імператора Александра
На північно-західному стовпі північної галереї собору розташований мозаїчний портрет імператора Александра. Його відкрили в ході реставраційних робіт 1958 року. Портрет має точну дату створення — 912 рік. Мозаїка належить до типу вотивних зображень і є прижиттєвим портретом імператора. Постать зображена у фронтальній позі, Александр представлений в дорогоцінному вбранні, підперезаним лором, прикрашеним дорогоцінними каменями, і в короні з підвісками. У праву руку поміщений предмет циліндричної форми (акакія або анаксікакія), а в ліву — держава. Мозаїка зображує імператора за пасхальним богослужінням. Згідно з книгою «Про церемонії» цього дня імператор з Великого палацу йшов до собору, несучи в руці акакію (за повідомленням Георгія Кодіна це був згорток з шовкової тканини, наповнений землею).
По боках від зображення поміщені медальйони, що містять ім'я імператора і монограми, які розшифровується так: «Господи, допоможи твоєму слузі, православному благовірному імператорові». На арках, що примикають до мозаїки із зображенням імператора Александра, збереглися фрагменти мозаїк з орнаментом, виконаним в один час з портретом. Однак серед них відкриті два фрагменти зображення пагонів аканфа, що датуються періодом Юстиніана I. Академік В. М. Лазарєв відзначає, що особливістю даної мозаїки є широке використання срібних кубиків (у порівнянні з золотими), які займають близько 1/3 фону мозаїки. Також в окремих місцях мозаїки (наприклад, великому пальці і на долоні лівої руки) кубиками мозаїки був непокритий підготовчий фресковий живопис.

### Мозаїка південного вестибюля

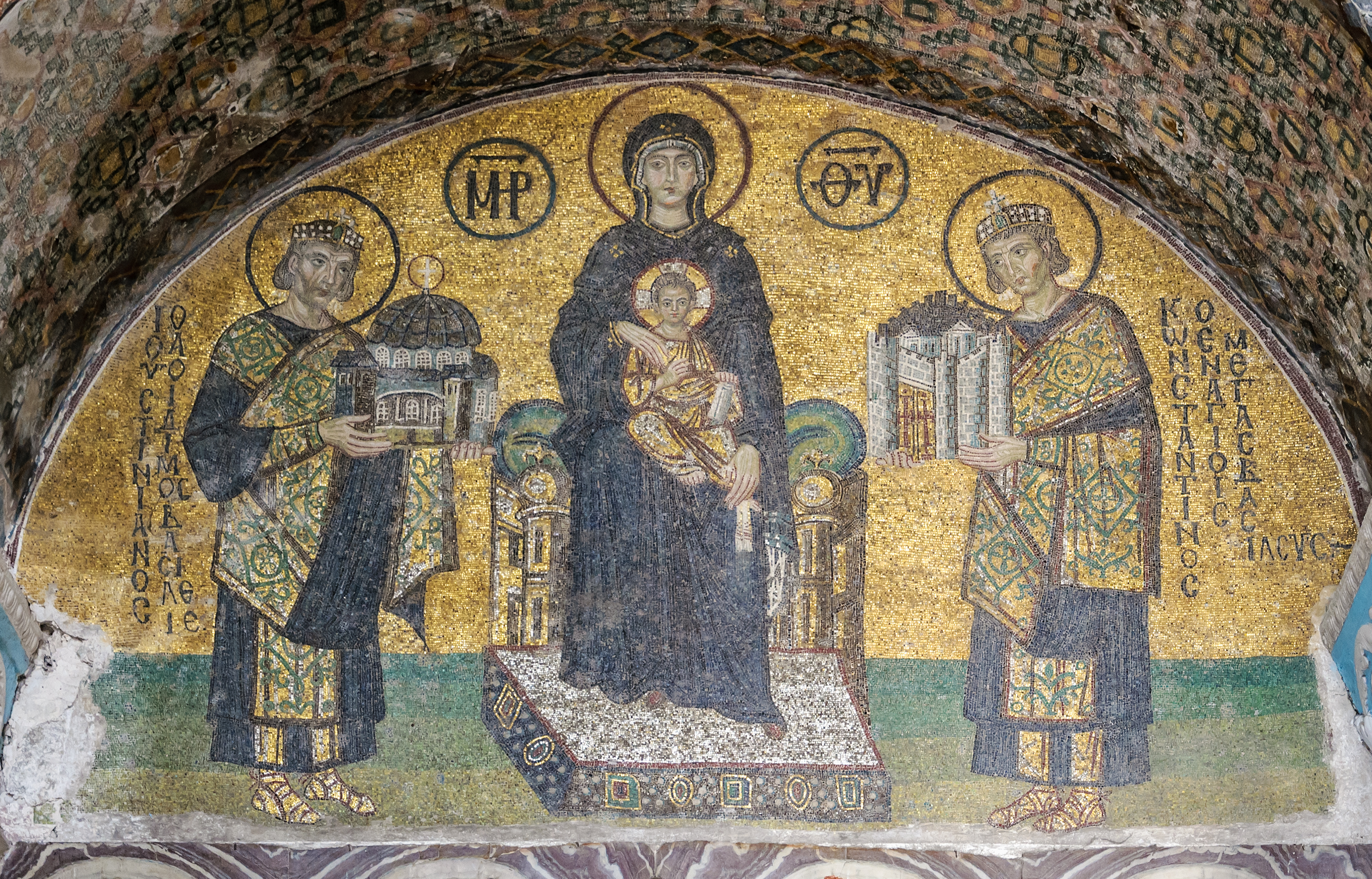
Імператори Юстиніан I (ліворуч) і Костянтин І із дарами перед Богородицею

Мозаїка люнета над дверима з південного вестибюля в нартексі собору створена в другій половині 10 століття. На ній зображена Богородиця на престолі з Богодитям на колінах, а по боках імператорів Костянтина І (ліворуч), що приносить в дар місто Константинополь, і Юстиніана І (праворуч), що приносить Богородиці собор Святої Софії. Сам сюжет, на думку В. М. Лазарєва, запозичений з давньогрецького мистецтва. На думку мистецтвознавця В. Д. Ліхачової, ця мозаїка нагадує про донаторські портрети Юстиніана і Феодори в базиліці Сан-Вітале. Однак поєднання на одній мозаїці фігур Костянтина і Юстиніана не знаходить аналогів у візантійському мистецтві. Андрій Грабар зазначає, що можливо, мозаїст скопіював якийсь древній зразок, оскільки імператори, хоча і зображені в парадних шатах XI століття, але не мають борід, хоча вони були в моді на момент створення мозаїки.

## Рунічні написи

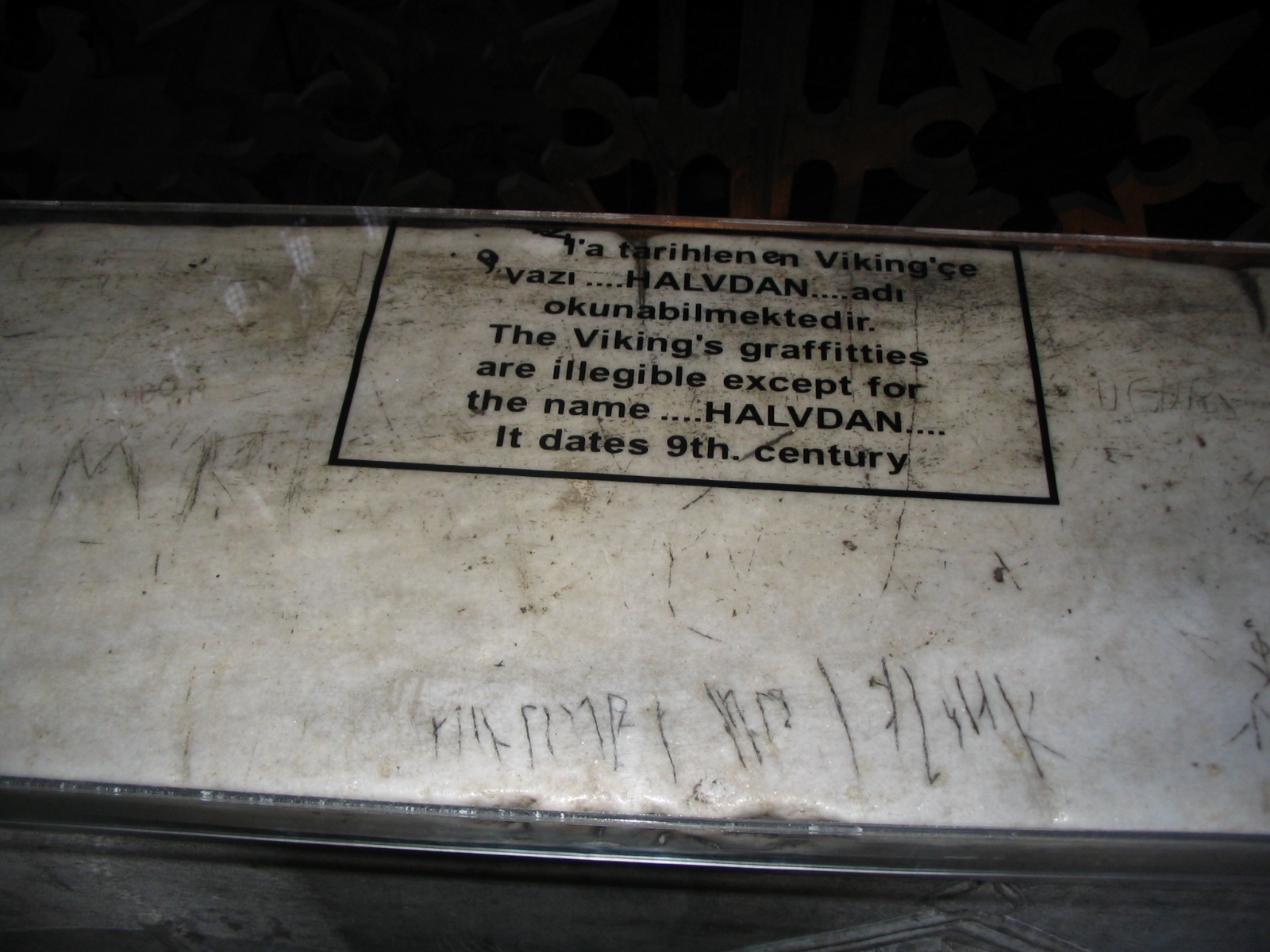
Рунічні написи у Софійському соборі

Рунічні написи в Софійському соборі — написи скандинавськими рунами на мармурових парапетах Софійського собору. Ймовірно, вони надряпані воїнами з варязької гвардії імператора Візантії в добу Середньовіччя.
Перший з рунічних написів відкритий 1964 року, потім знайдено ще ряд написів. Припускається можливість існування й інших рунічних написів, але спеціальні дослідження подібного роду в соборі не проводилися.

## Галерея

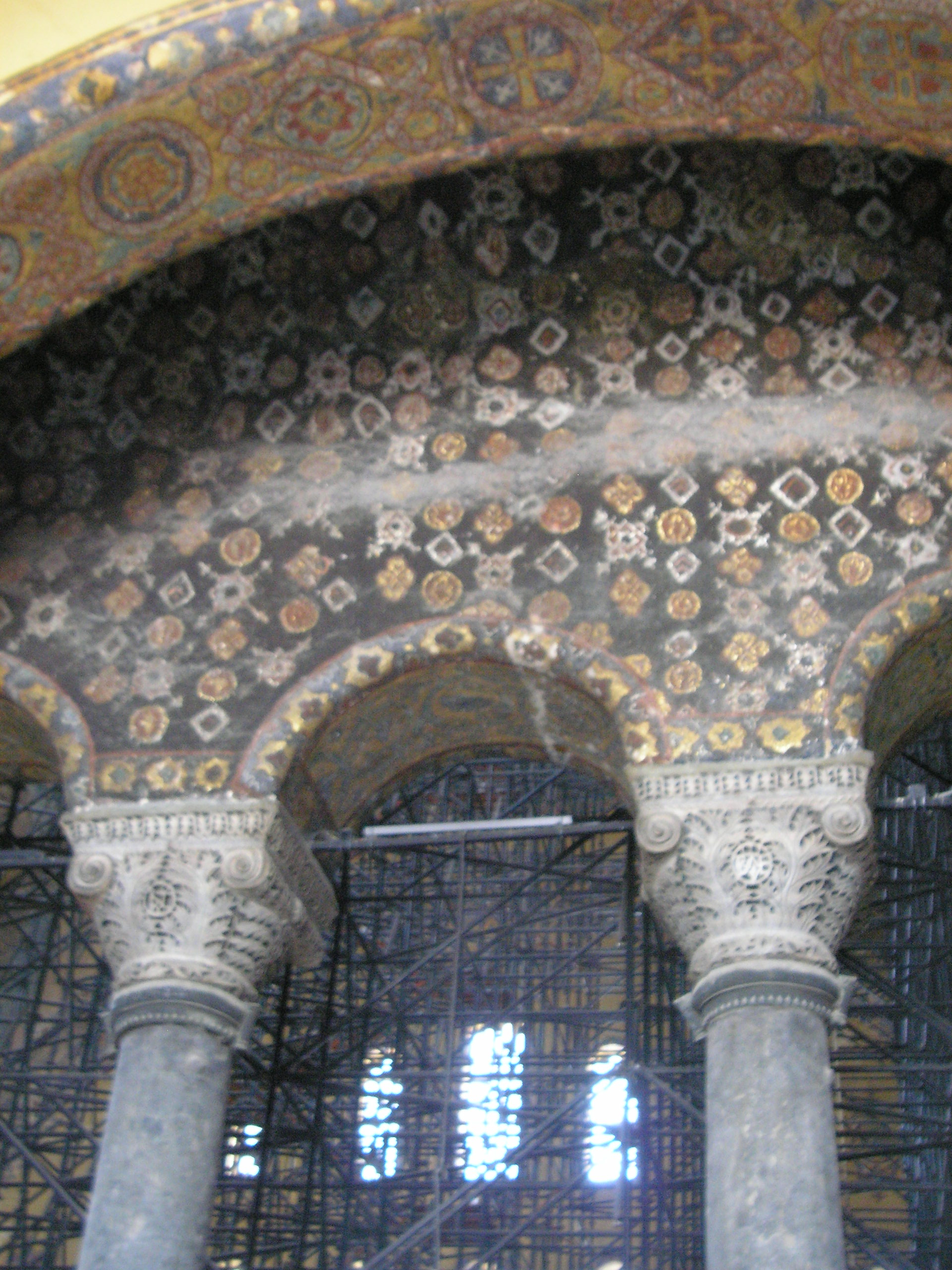
Мозаїка з геометричними зображеннями, які є декорацією великої галереї
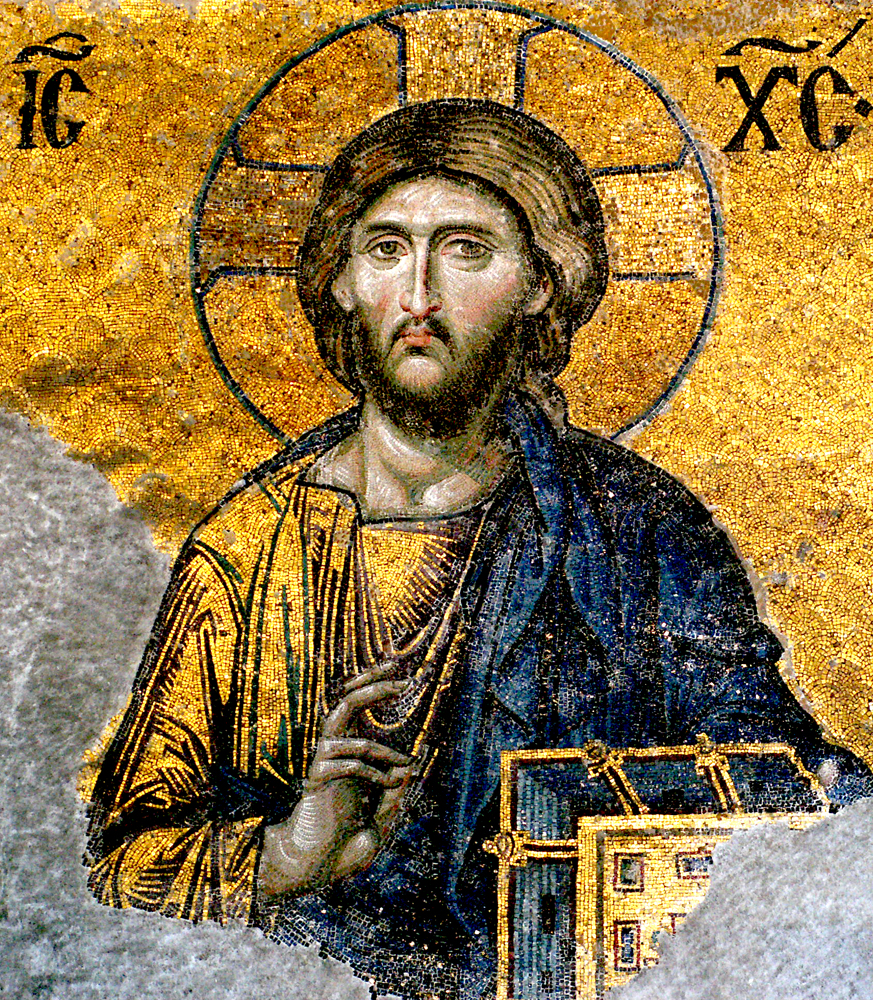
Деталізація мозаїки Ісуса
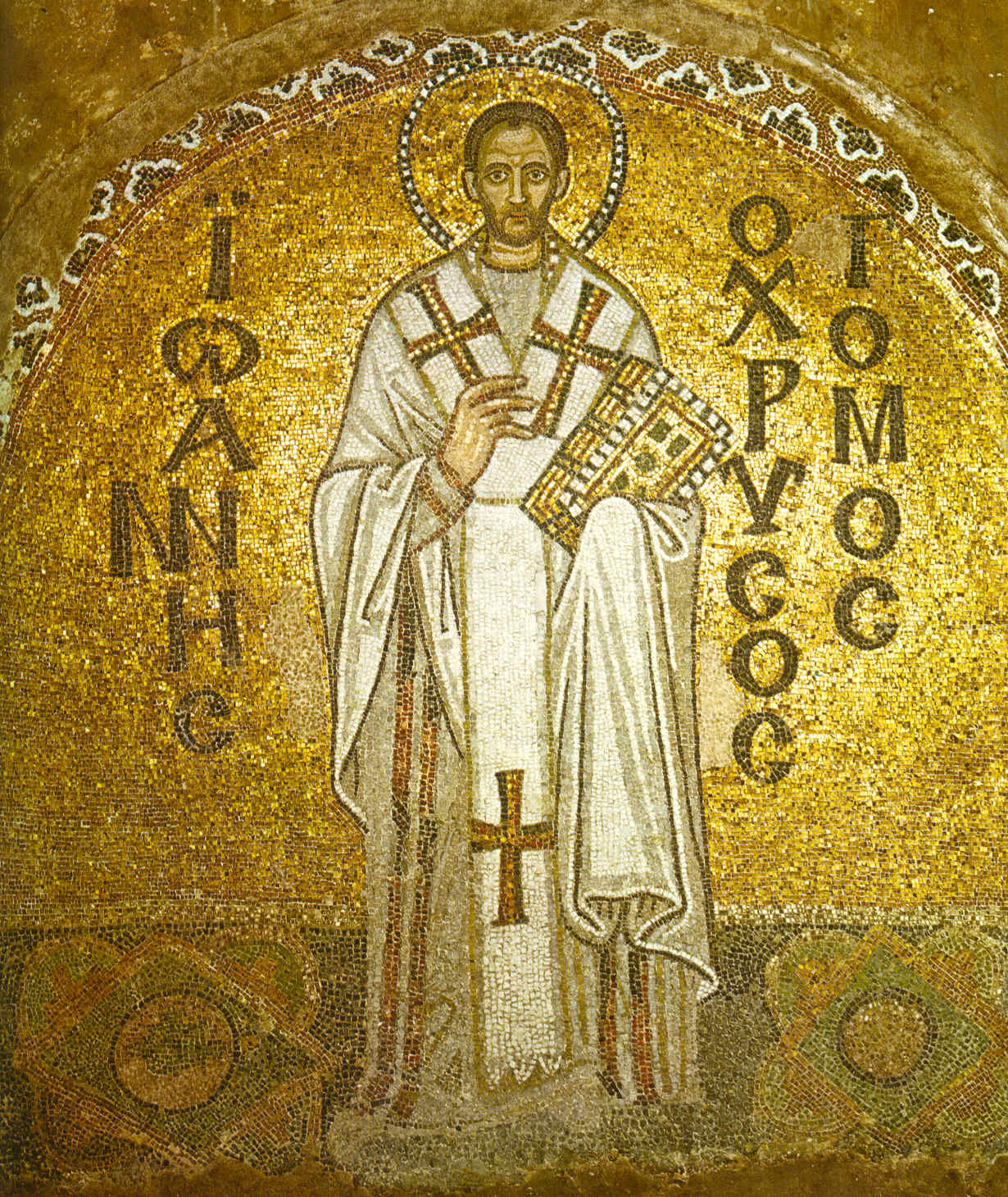
Мозаїка в північному тимпані, на якій зображений святий Іван Золотоустий
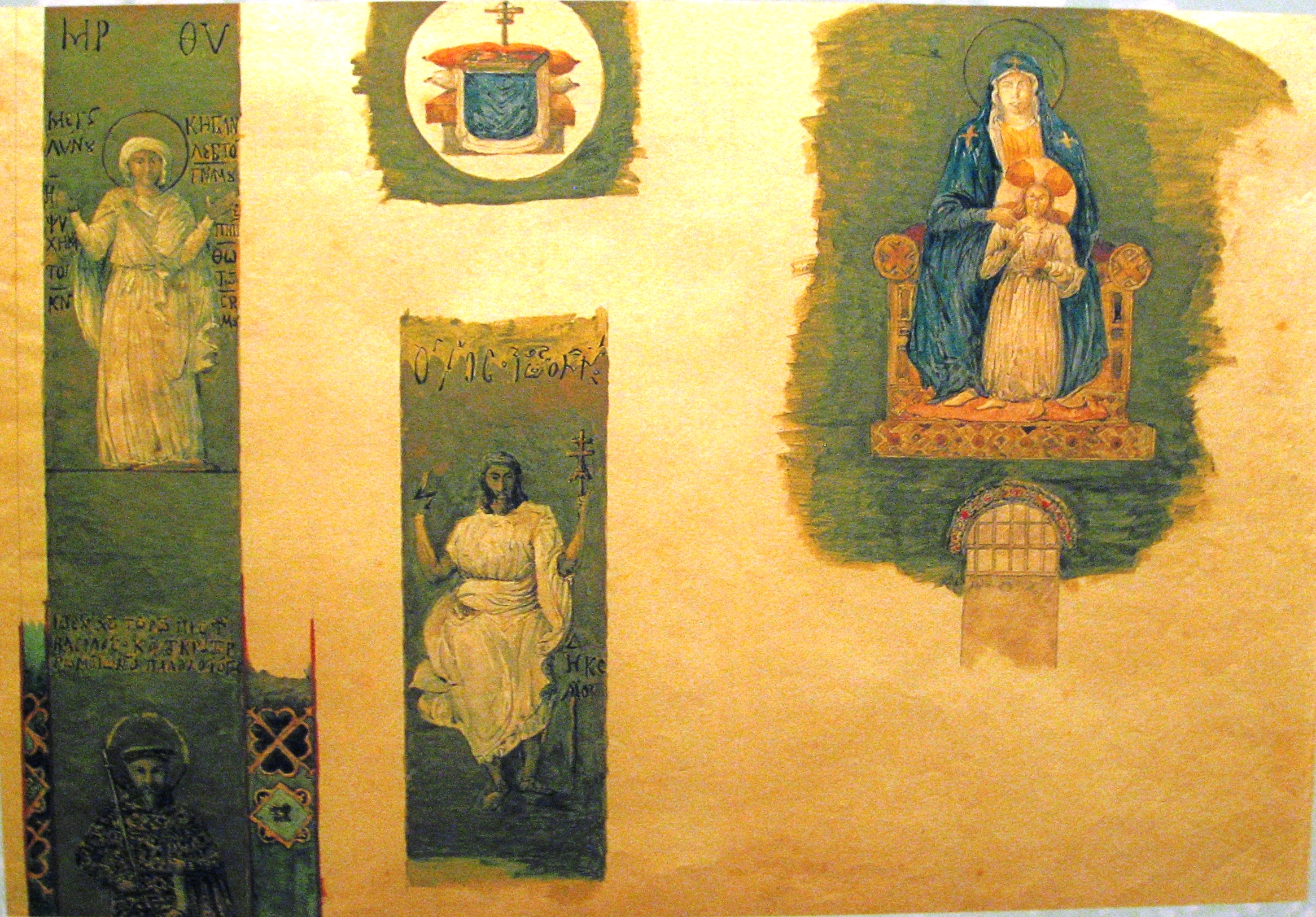
Малюнок братів Фоссаті з зображенням деяких мозаїк
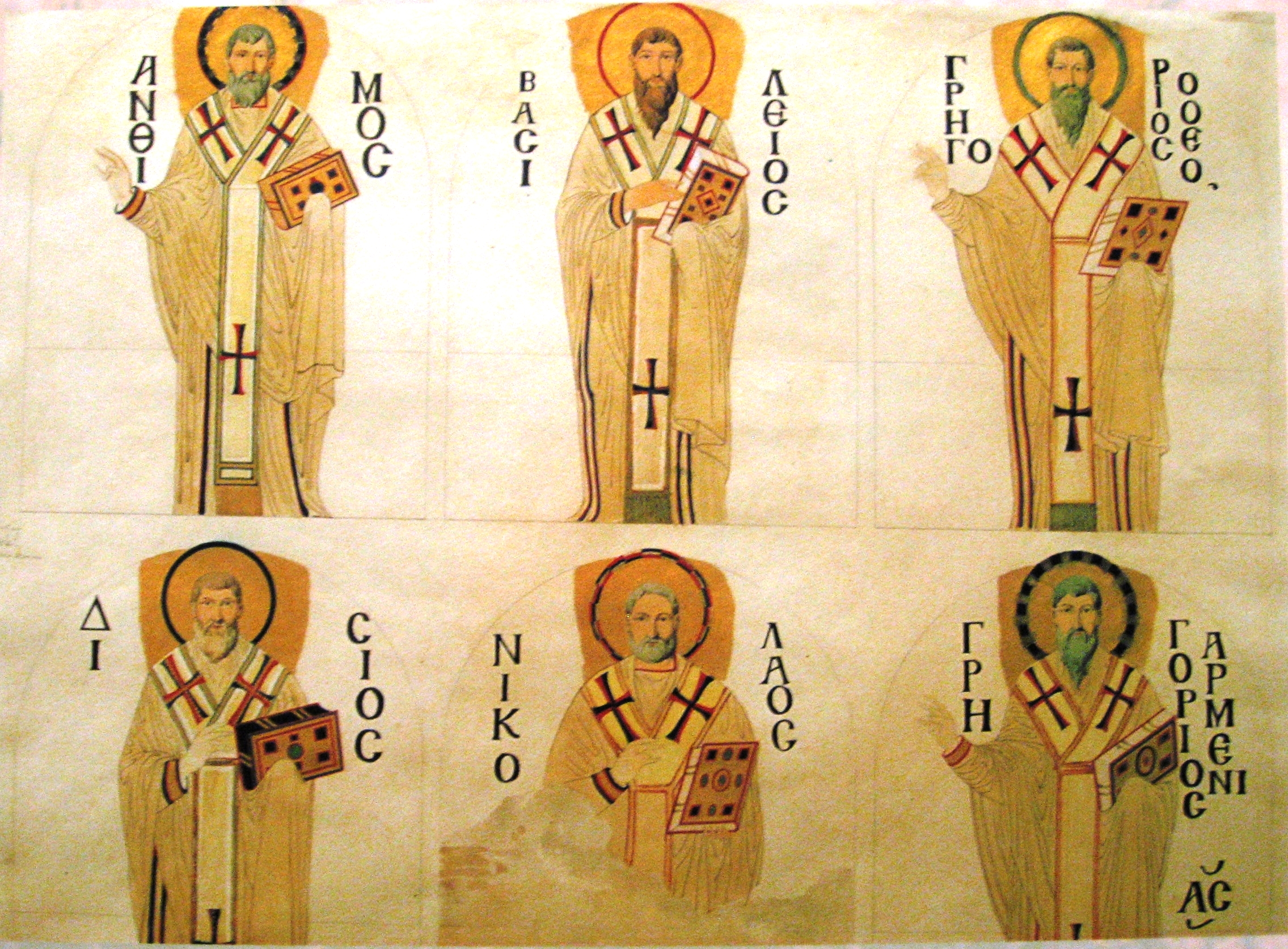
Мозаїки шести патріархів у південному тимпані
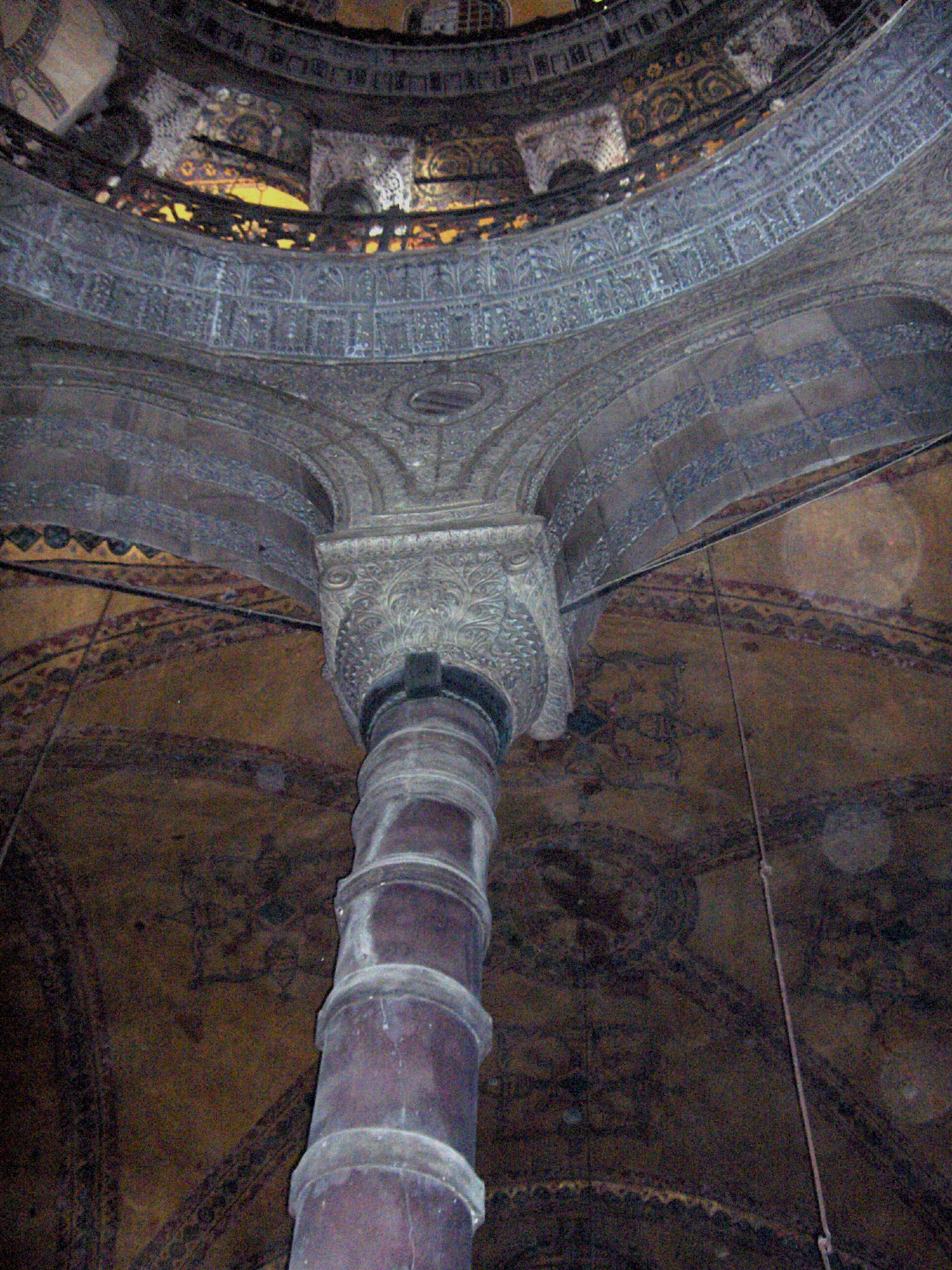
Одна з кам'яних колон із металевими з'єднаннями
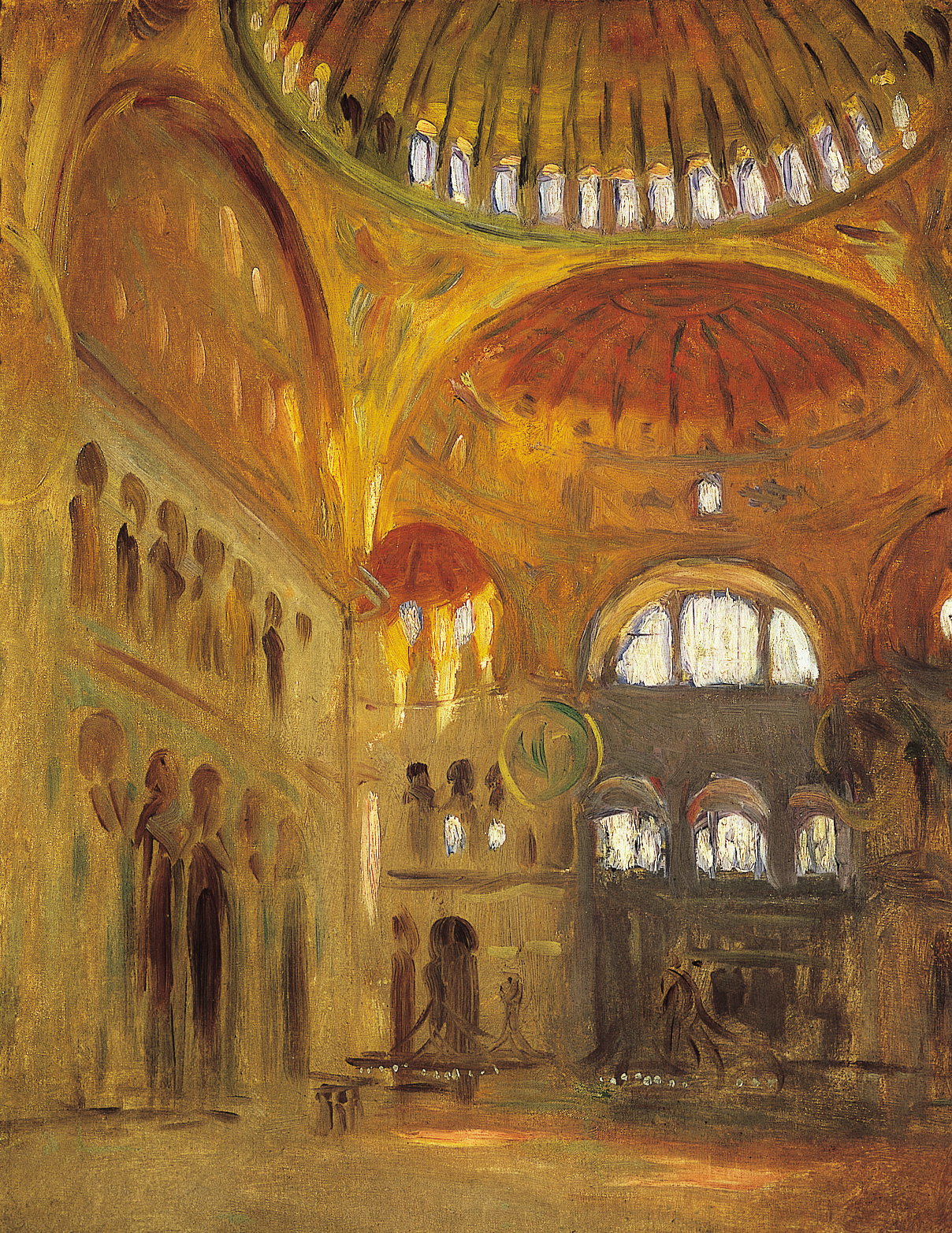
Інтер'єр Ая Софія,  Джон Сінгер Сарджент, 1891
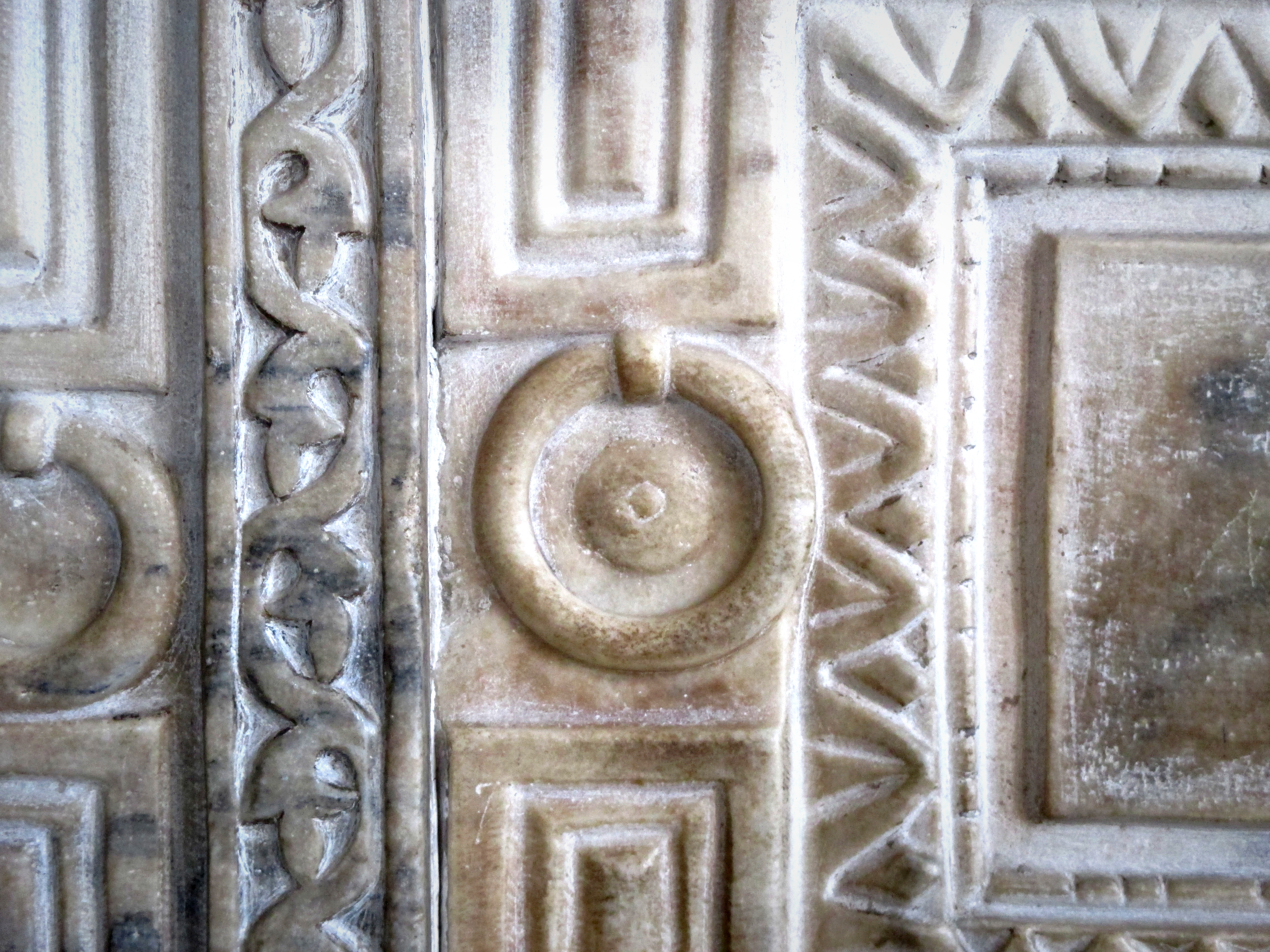
Деталь рельєфу на Мармурових дверях.
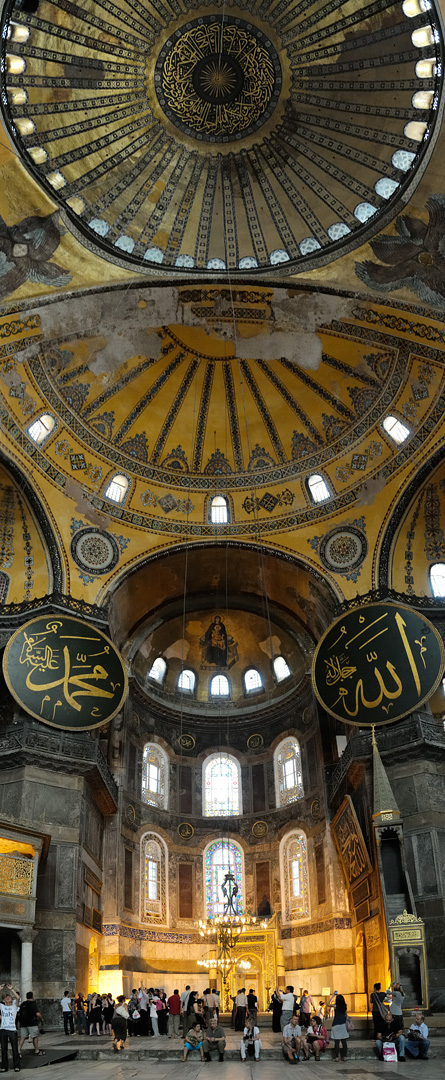
Ісламські елементи на вершині головного купола.
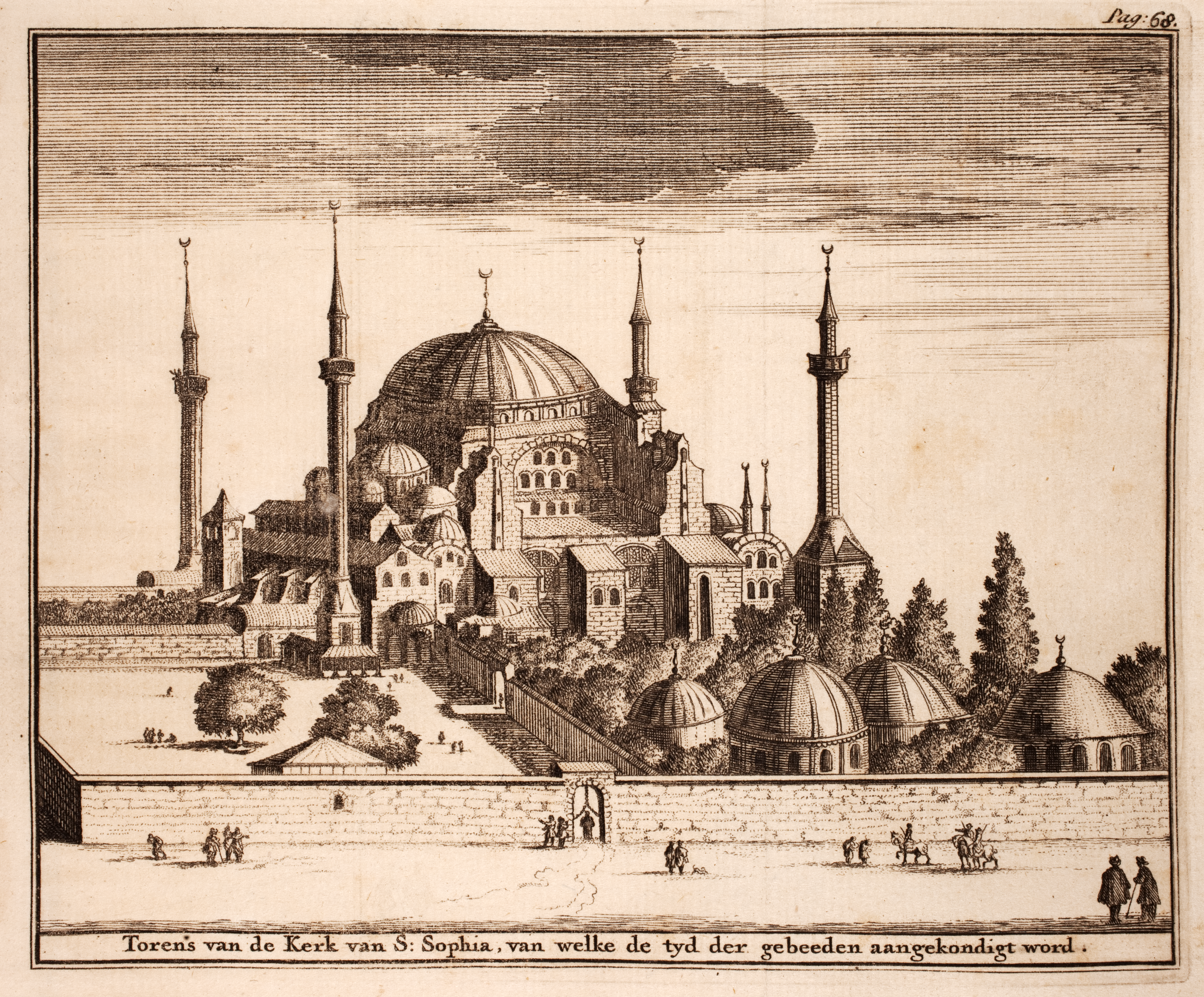
Агія Софія від Адріана Реланда (1719)
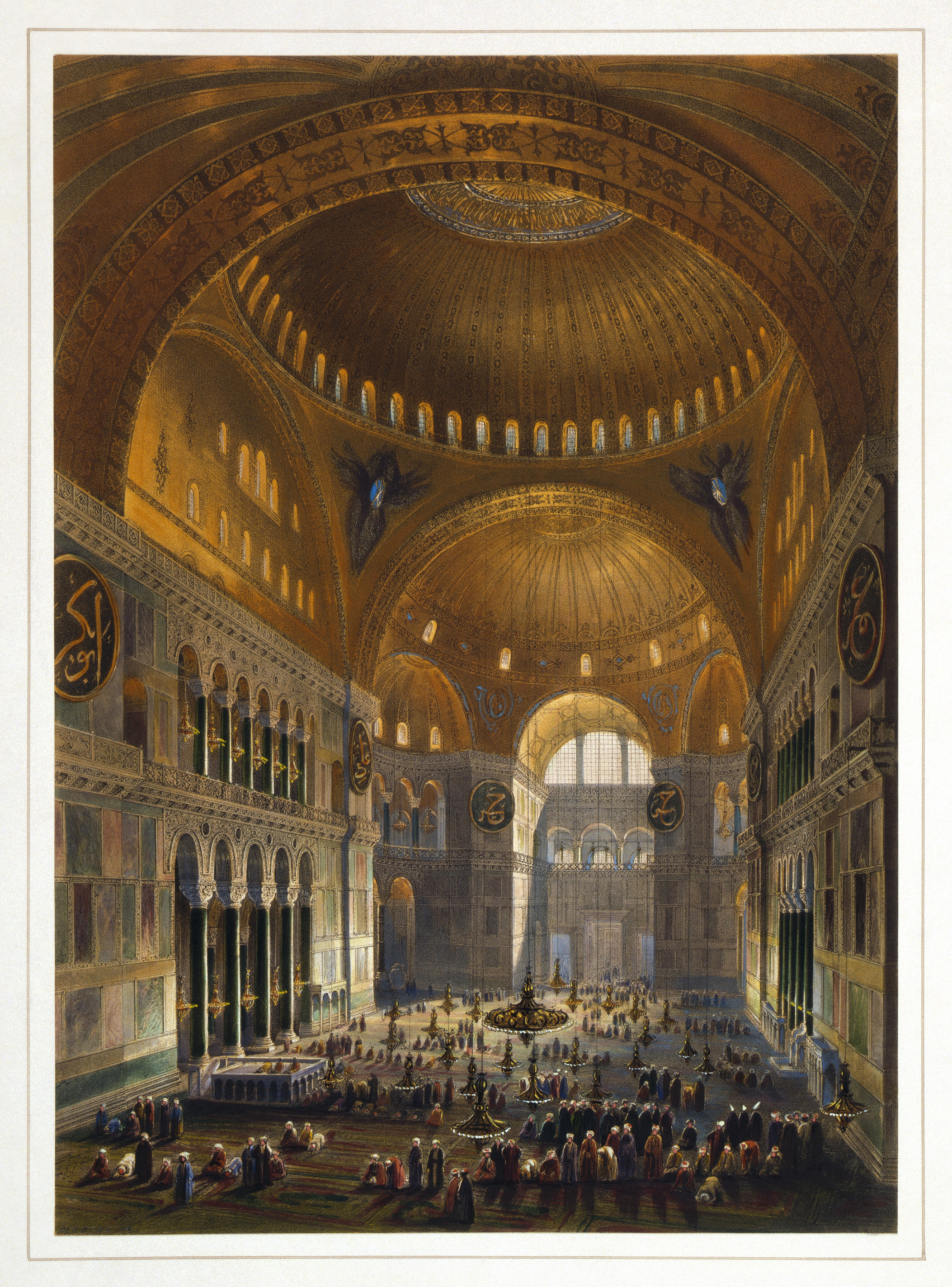
Собор Святої Софії у свій час як мечеть. Ілюстрація Гаспара Фоссаті та Луї Хаге, 1852.
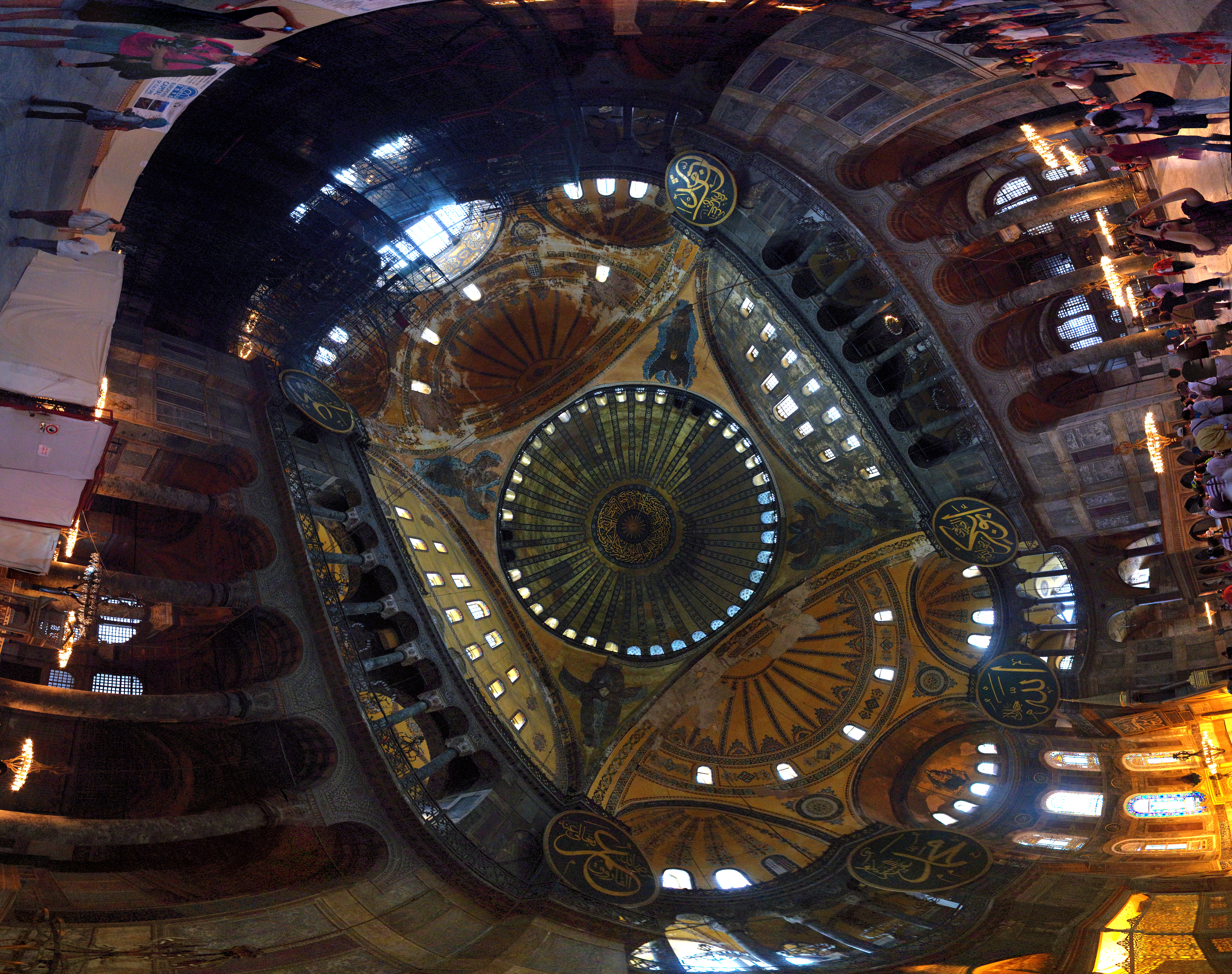
Панорама інтер'єру собору Святої Софії
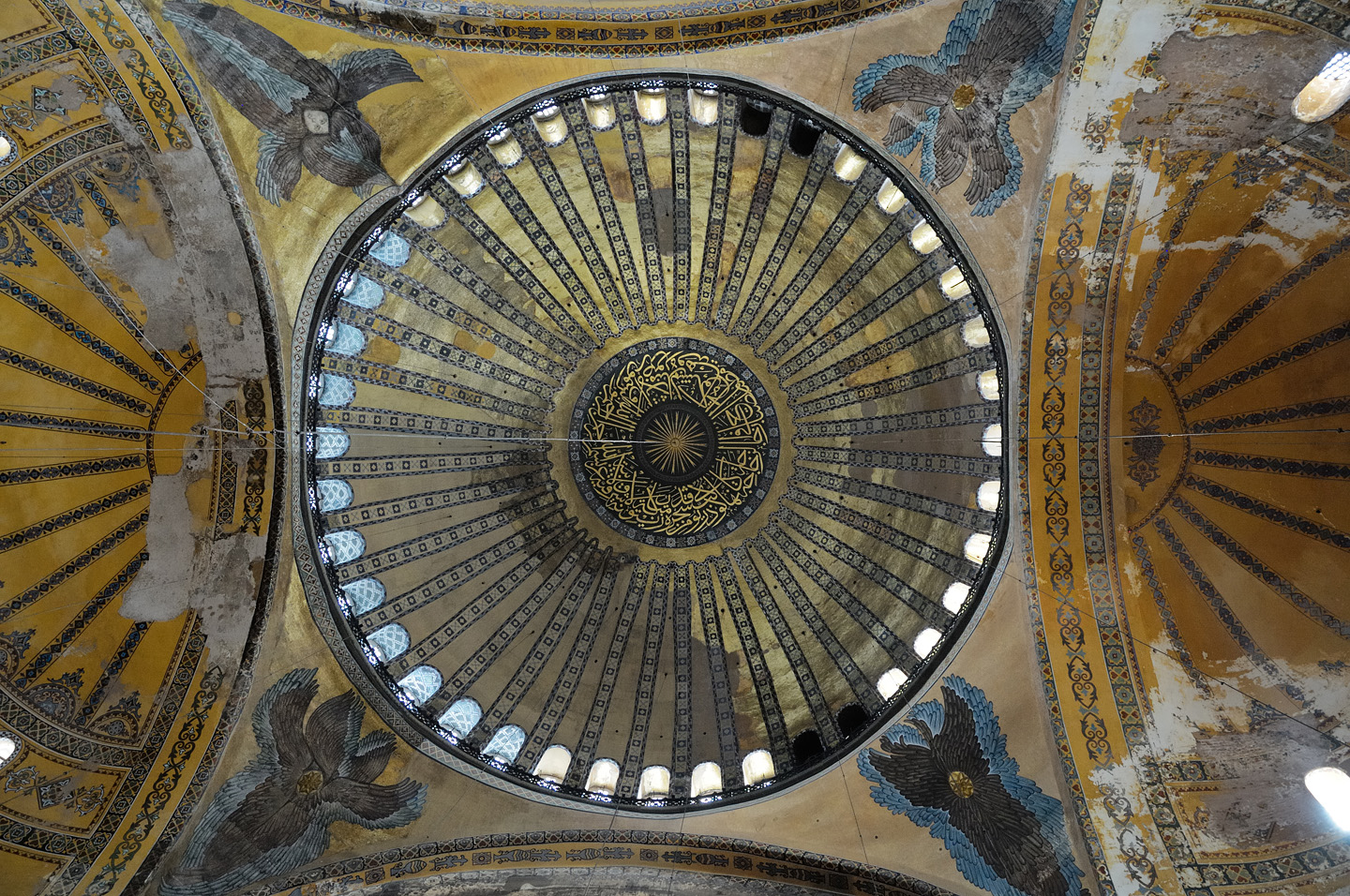
Обличчя Hexapterygon (шестикрилого ангела) на північно-східному вітрилі (зверху зліва)
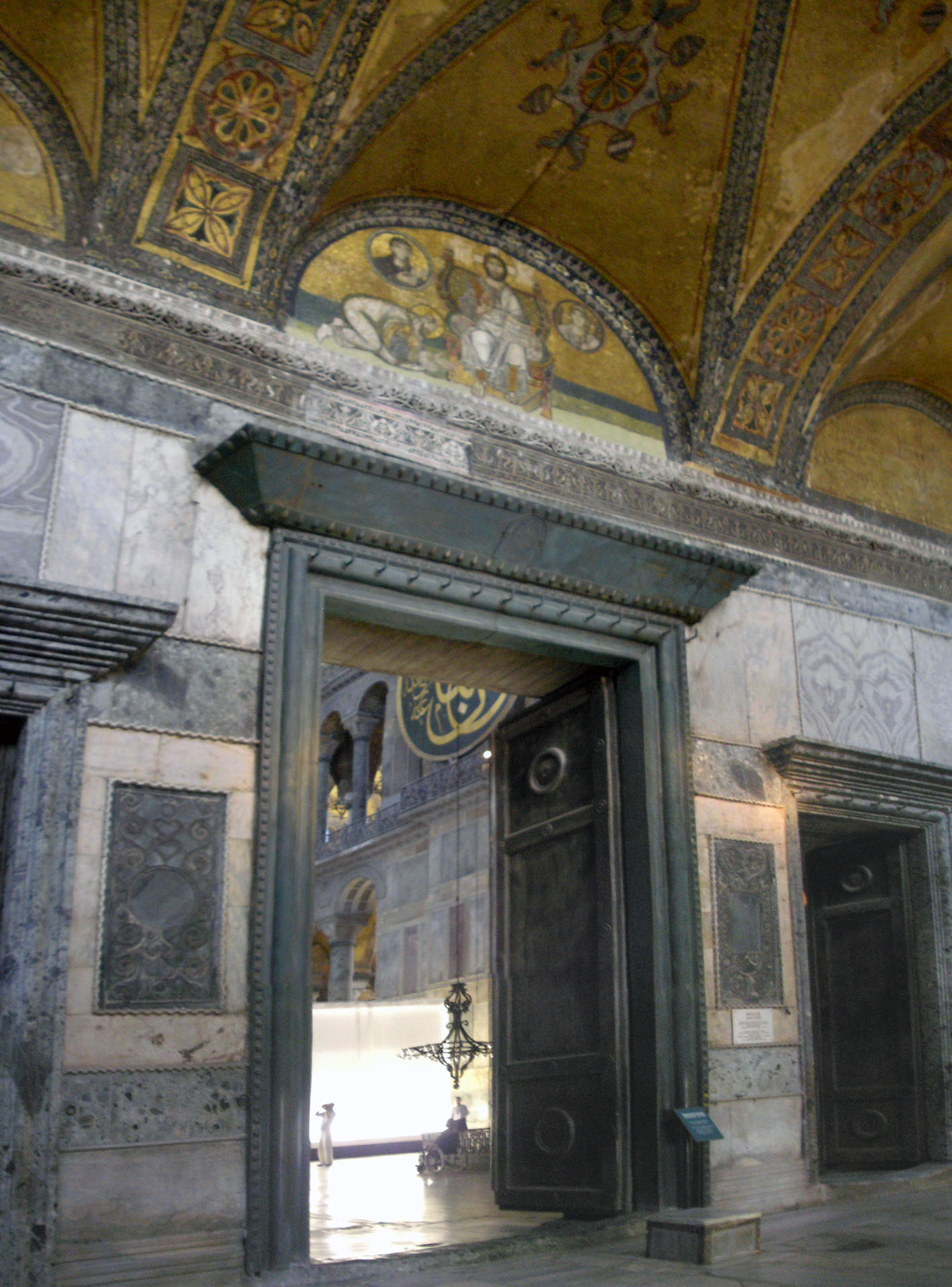
Імператорські ворота
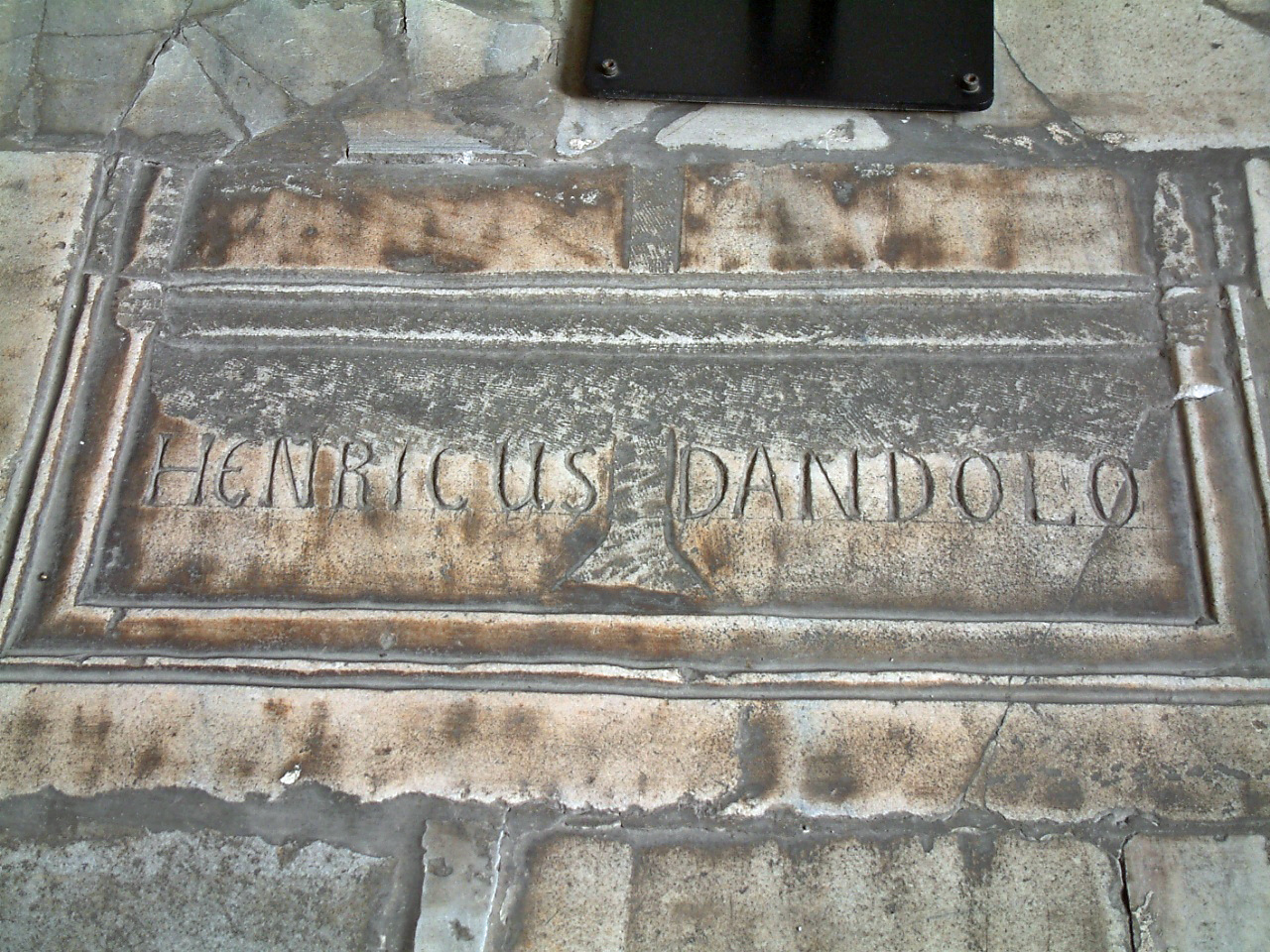
Маркування 19-го століття на гробниці Енріко Дандоло, дожа Венеції, що командував облогою Константинополя в 1204 році

|  |
|  |

|  |
|  |

|  |
|  |

|  |
|  |

|  |
|  |

|                                                           |
| Ложа імператриці. Колони з зеленого фессалійського каменя |

|                         |
| Жертовна урна з Пергама |

|                 |
| Мармурові двері |

|               |
| Колона бажань |